# Binodoxys acyrthosiphonis
Binodoxys acyrthosiphonis är en stekelart som först beskrevs av Jaroslav Stary 1983.  Binodoxys acyrthosiphonis ingår i släktet Binodoxys och familjen bracksteklar. Inga underarter finns listade.